# 秘密 (1992年の映画)
『秘密』（ひみつ、Waterland）は1992年のイギリス、アメリカ合作映画。
秘密の過去を背負って生きる青年の苦悩・試練を描くヒューマンドラマ。
原作はグレアム・スウィフトの『ウォーター・ランド』（新潮社）。
監督は、テレビドラマシリーズ『ツイン・ピークス』を手掛けたスティーヴン・ギレンホール。
作中にマギー役で登場する、マギー・ギレンホールは彼の娘。

## キャスト
- トム・コリ：ジェレミー・アイアンズ
- マシュー・プライス：イーサン・ホーク
- メアリー・コリ：シニード・キューザック
- ルイス・スコット：ジョン・ハード
- ジュディ・ドブソン：カーラ・ブオノ
- 若いトム：グラント・ワーノック
- 若いメアリー：レナ・ヘディ
- ディック・コリ：デビッド・モリシー
- フレディー・パー：ガルム・ディクソン
- ヘンリー・コリ：ピート・ポスルスウェイト
- ピーター：ショーン・マグワイア
- マギー・ルース：マギー・ギレンホール

## リリース
日本では劇場未公開で、1996年にビデオが発売された。
DVDは未発売（2015年1月現在）。